# اصیله، حماة
اصیله (به عربی: أصیلة) یک روستا در سوریه است که در ناحیه جب رمله واقع شده‌است. اصیله ۵٬۷۹۰ نفر جمعیت دارد.